# Carya cordiformis
Carya cordiformis là một loài thực vật có hoa trong họ Óc chó. Loài này được (Wangenh.) K.Koch mô tả khoa học đầu tiên năm 1869.

## Hình ảnh

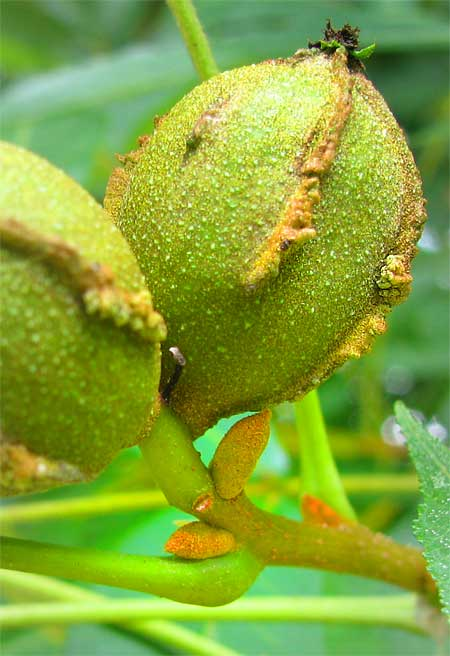
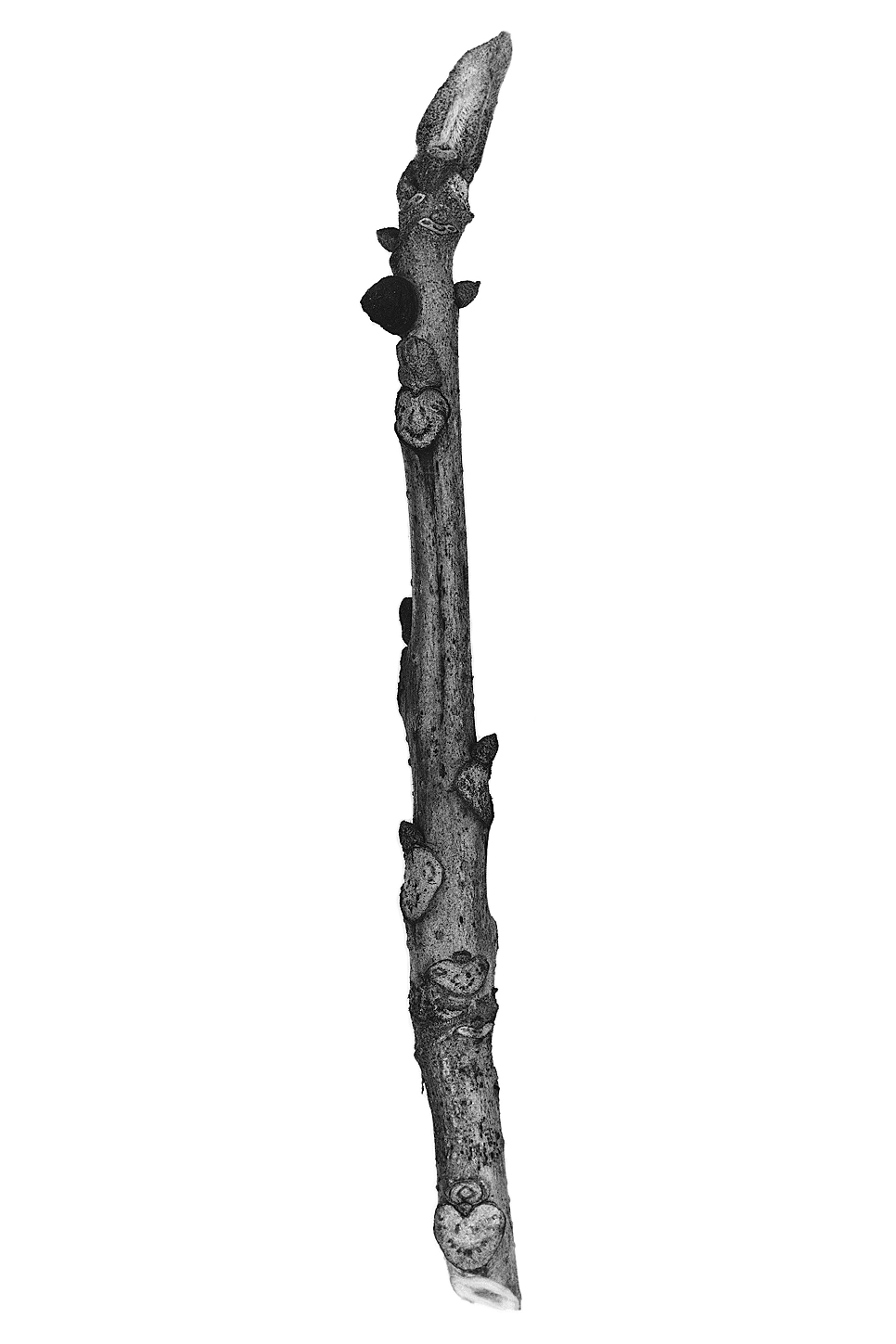
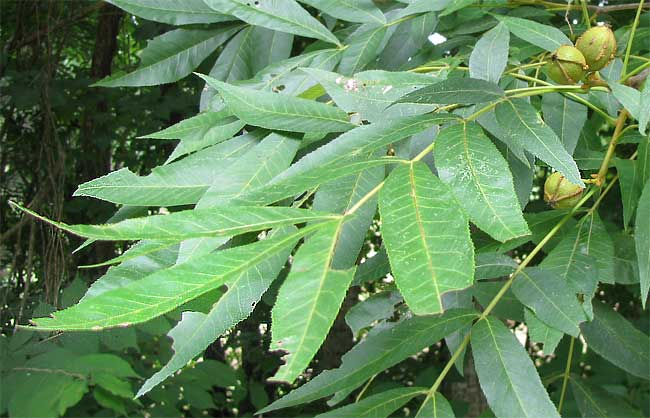
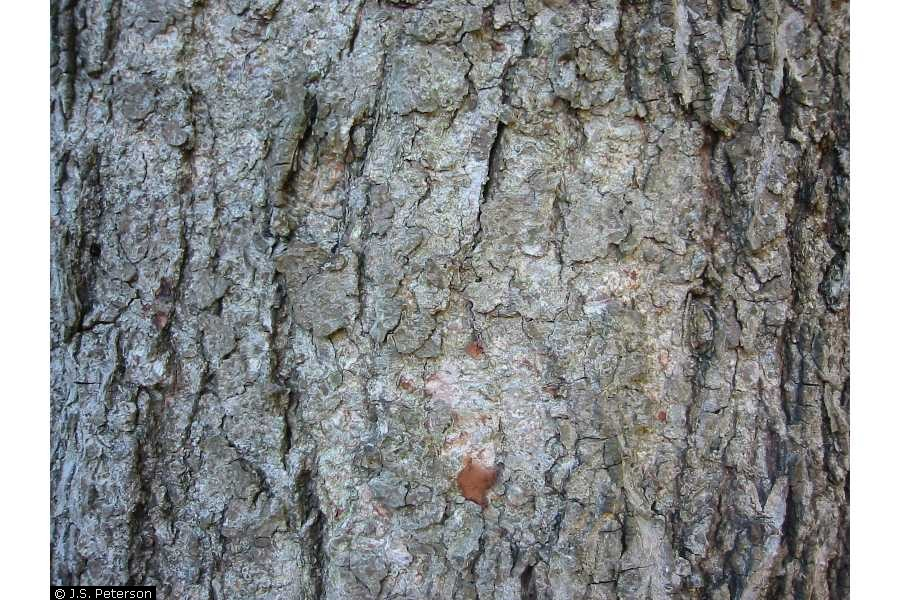